# Paul de Brancion
Pour les articles homonymes, voir Brancion.
Œuvres principales
- Le Château des Étoiles, étrange histoire de Tycho Brahé, astronome et grand seigneur (2005)
- Le Marcheur de l’Oubli (2006)
- Tu-Rare (2008)
- Ma Mor est morte (2011)
- Qui s’oppose à l’Angkar est un cadavre (2013)
- L’Ogre du Vaterland (2017)

Paul de Brancion, né à Chantilly en 1951, est un poète, romancier et producteur de radio français.

## Biographie
Paul de Brancion est né à Chantilly en 1951. Écrivain de poésie, romancier, agriculteur bio, cavalier, dirigeant d’entreprise, producteur de radio, il a vécu hors de France une partie de sa vie.

## Formation
Il fait des études de philosophie à l’Université de Paris X Nanterre et en tant qu'auditeur à l’ENS de St Cloud ; il a un diplôme de philosophie sous la direction d’Emmanuel Levinas.
En 1972, il devient assistant, puis maître de conférences et enfin en 1978 professeur à l'Université d'Aarhus (Danemark) où il enseigne la philologie romane et la littérature.
Il crée le département d’interprétariat et de traduction pour former les interprètes et traducteurs de la Communauté Européenne, puis un département d’étude des médias ; il devient directeur de la télévision de la faculté de Lettres et Sciences humaines de 1978 à 1980.
De retour en France, il enseigne la communication à l’Université de Strasbourg (ISHS).
Pour se confronter à la réalité du monde économique, en 1985, il devient directeur de la stratégie et de la communication puis dirigeant d’un groupe industriel tout en continuant à écrire et publier.
En 2014, il décide de se consacrer principalement à l’écriture et à l’agriculture biologique (exploitant agricole - 47 hectares).

## Activités littéraires et culturelles
Il est fondateur et rédacteur en chef de la revue Sarrazine et fondateur et président de l’Union des poètes & Cie.
Il anime et dirige un festival annuel pluridisciplinaire (littérature, musique, sciences et poésie) « Les Rendez-Vous du Bois Chevalier » près de Nantes.
Il anime depuis 2019 « les Rencontres poétiques de Sainte-Anne » en milieu psychiatrique.
Il a animé des émissions littéraires dans différentes radios (Radio Lucrèce Paris, Radio RBS Strasbourg, Radio Fidélité Nantes, Aligre FM Paris). Depuis septembre 2019, il produit et anime une émission de radio intitulée « Chute Libre » sur Radio Fidélité et depuis novembre 2021 sur Aligre FM.
Il est directeur artistique de L’Ours et la Vieille grille, café culturel parisien.
Il dirige la collection Régions froides aux Éditions Lanskine.
Il est régulièrement invité dans des festivals : festival DécOUVRIR de Concèze en 2012 (France), au 25e festival international de poésie de Medellín (Colombie) été 2015, à la 43e Rencontre Québécoise Internationale des Écrivains à [Montréal] (Canada) en mai 2015, Poésie dans les chais (Pau) en 2016, les idées mènent le monde (Pau) en 2016, Festival Étonnants voyageurs de Saint-Malo en 2017, Voix Vives de Sète en 2017, Kalimat à Fraykeh (Liban) en 2017.
Il anime les rencontres « D’une mer à une autre » et « Poètes et gens de mer » au festival Voix Vives de Sète.

## Publications universitaires et scientifiques en français, danois, anglais
Leiris, Artaud, Rousseau, Roussel, Jules Verne, Bataille, etc.

## Romans
- Le Château des Étoiles, étrange histoire de Tycho Brahé, astronome et grand seigneur, biographie romancée, éditions Phébus, 2005. Traduit en danois, brésilien et tchèque
- Le Lit d’Alexandre,éditions A Contrario, 2004
- L’Enfant de Cederfeld, éditions Albin Michel, 1991

## Poésie

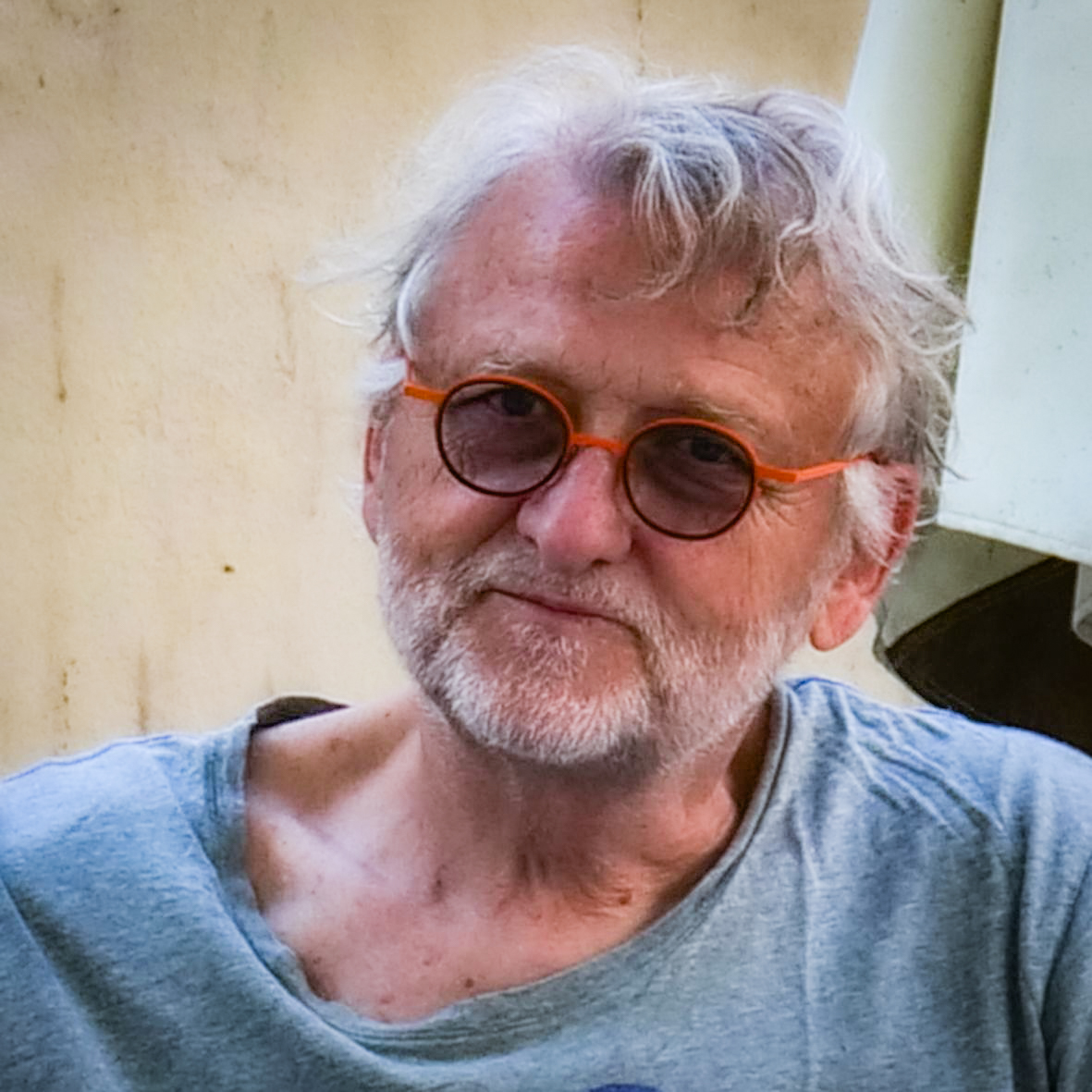
Sète, festival Voix Vives, juillet 2022

- Vent contraire, éditions Dumerchez, 2003
- Le Marcheur de l’Oubli, éditions Lanskine / Academia di i Vagabondi, 2006
- Tu-Rare, éditions Lanskine, 2008
- Alors… musique, éditions NU(e), 2008
- Temps Mort, éditions Lanskine, 2010
- Ma Mor est morte (poèmes en prose), éditions Bruno Doucey, 2011
- Qui s’oppose à l’Angkar est un cadavre, éditions Lanskine, 2013  (Prix PoésYvelines 2014)
- Concessions chinoises, éditions Lanskine, 2016
- Rupture d’équilibre, éditions La passe du vent, 2017
- L’Ogre du Vaterland, éditions Bruno Doucey, 2017
- Petit Fennec et autres lapins, éditions Lanskine, 2017
- Tu veux savoir comment je m’appelle ?, éditions Lanskine, 2019
- Glyphosate for ever : à scander jusqu'à l'épuisement, illustré de deux peintures de V. Rougier, Rougier V. éditeur, 2020
- Difficile d'en sortir, éditions LansKine, 2022
- Black Out, éditions Plaine Page, 2023

## Livres d'art
- Temps assassin - Tic tic tic, Éditions L'Âne qui butine, 2023

## Revues littéraires
Il collabore à de nombreuses revues littéraires, récemment : La Passe, Littérales, Thauma, Nunc, Atelier de l’Agneau, L’intranquille, Remue.net, Revue Place de la Sorbonne, Poézibao, Secousses, Phoenix, Coaltar, Cahiers du Sens, PolyglottE, Bozzetto, IntranQu’îlités. 
Il est rédacteur en chef de la revue de littérature Sarrazine, publiée par A.I.C.L.A. (Association pour l’Incitation à la Création Littéraire et Artistique, qui a vu le jour en 1994).

## Musique
Il s’implique régulièrement dans des projets artistiques transversaux notamment avec des compositeurs de musique contemporaine. On peut notamment citer :
- Avec Gilles Cagnard : Poétiques instrumentales pour saxos, flûte et voix, et Le Marcheur de l’Oubli pour ensemble instrumental et voix ;
- Avec Thierry Pécou : Au-dessous des Étoiles,  courte pièce vocale (création par l'ensemble Ludus Modalis, Opéra de Rouen, novembre 2007), et Les effets du jour,  pour voix ;
- Avec Jean-Louis Petit : Tu-rare,  concertos pour saxophones (2010) ;
- Avec Nicolas Prost.